# 김관석
김관석(金觀錫, 1922년 7월 27일 (음력) ~ 2002년 2월 4일)은 대한민국의 목회자이자 사회운동가이다. 에큐메니칼 운동과 대한민국 민주화 운동에 참여했다.

## 생애
함경남도 함흥 출신이다. 함흥영생중학교에 다니던 중 개신교에 입문하여 세례를 받았고, 어머니의 권고로 일본에 유학하여 도쿄 신학교에 진학하였다.
그러나 신학교 재학 중에 태평양 전쟁 학도병에 징집되었다. 김관석은 군사 훈련 중에 탈영하여 일본 아키다 현에서 은신하였고, 태평양 전쟁이 종전되어 귀국할 수 있었다. 고향 함흥이 소군정 지역에 들어가면서, 신탁통치 반대 운동을 벌이다가 투옥되었다. 한달 동안 수감되었다가 풀려난 뒤 삼팔선 이남으로 내려왔다.
한국 전쟁 중에는 부산으로 피난하여 조선신학교 강사를 지냈으며, 기독교서회에서 편집과 출판 일을 병행했다. 잠시 미국에 유학하였다가 돌아와 다시 기독교서회에서 장기간 출판업에 종사하였다.
5·16 군사 정변 직후에 월간 《기독교사상》에 정변을 반대하는 글을 쓴 것을 시작으로, 박정희의 18년 집권 기간 동안 내내 박정희 체제에 반대하였다. 1968년에 한국기독교교회협의회 총무로 선출되면서 기독교 계열의 대표적인 반체제 인사가 되었다. 삼선개헌 반대 운동과 민주회복국민선언 등 1970년대 민주화 운동의 중심에 있었다.
제4공화국 붕괴 후에는 통일문제연구위원장, 기독교사회문제연구원 이사장, 기독교방송 사장, 세계기독교언론협의회 아시아지역 의장, 새누리신문 사장 등을 역임하였다. 2000년에 국민훈장 모란장을 수여받았다.

## 구호금 횡령으로 실형
김관석은 1973년 서독교회원조기구(BFW)로부터 광주단지 동인천 남대문시장 송정 등 4개지구 빈민구호용으로 원조받은 1천900만원과 수도권특수지역선교위 주무간사로 있으면서 교회협으로부터 인수받은 구호자금 가운데 일부를 자신의 생활비 등으로 횡령하고 이를 따지던 동료 목사를 폭행한 혐의로 구속되어 징역 6개월의 실형을 선고받았다. 그러나 이 사건은 공안당국에 의해 조작된 사건으로서 횡령한 것이 아니라 구속된 학생들의 옥바라지를 위해 구호자금을 사용한 것이었다. 당시 민주화운동의 중심에 있었던 김관석의 도덕성에 흠집을 내고 민주화운동 세력을 와해하기 위해 당국이 조작한 사건이다.

## 참고 자료
- 조연현 (2002년 2월 5일). “민주화운동 앞장 실천적 성직자 故김관석 목사”. 한겨레. 2008년 8월 19일에 확인함.[깨진 링크(과거 내용 찾기)]